# Arco (Olaszország)
Arco település Olaszországban, Trento megyében. Lakosainak száma 17 750 fő (2023. január 1.). Arco Comano Terme, Dro, Riva del Garda, Ronzo-Chienis, Drena, Mori, Nago–Torbole, Tenno és Villa Lagarina községekkel határos.

## Népesség
A település népessége az elmúlt években az alábbi módon változott:
| Lakosok száma | 16 421 | 17 588 | 17 716 | 17 750 |
|               | 2009   | 2017   | 2018   | 2023   |